# 鏡里喜代治

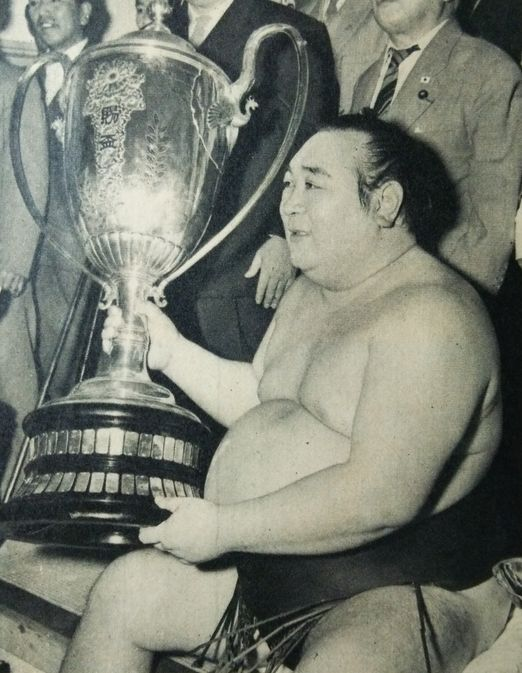
1955年9月攝

鏡里喜代治（日语：／ Kagamisato Kiyoji，1923年4月30日—2004年2月29日），原名奥山喜世治，日本青森縣三戶郡斗川村（現青森県三戶郡三戶町）出身的前大相撲力士。第42代横綱。身高176cm，重165kg，所屬的相撲部屋是時津風部屋。

## 生涯
奥山喜世治1923年出生於三戶郡斗川村一個貧窮的農村家庭，是家中幼子，他的父親在他很小的時候就已經去世了，當他的哥哥姐姐離開家時，他不得不下田工作支持他的母親。他十幾歲時身型已經很大，很快被一位名叫鏡岩善四郎的力士發現，並被邀請加入相撲。年輕的奧山最初拒絕了，因他對籃球更感興趣，而且他的母親也不情願，但在他的家人獲得經濟援助後，他最終前往東京以報答鏡岩的善意。1940年夏天，他加入了已引退的鏡岩的粂川部屋。他於1941年1月首次亮相，並獲得了四股名鏡里。當偉大的橫綱雙葉山定次建立了他自己的時津風部屋時，鏡里跟隨他師傅到那裡。
1947年6月，他被晉級為幕內力士。1949年10月，他擊敗了兩個橫綱，並取得了12-3的比分，也成為第一個在同一場比賽中贏得兩個三賞的力士。他從前頭晉升為關脇。他在四個場所晉級為大關，在前四次獲得亞軍之後，他在1953年1月終於贏得了他的第一個幕內優勝後達到了橫嬈級別。在那場所中中有四個橫綱參加比賽，但都表現不佳，照國萬藏宣布退役。日本相撲協會渴望有一個強大的橫綱，超越了橫綱審議委員會的最初反對意見並晉升了他。
在他的橫綱生涯中，他贏得了三次優勝，全部得分為14-1，但也有一些不那麼令人印象深刻的成績。作為一個有點保留的人物，他可能不如公眾那麼受歡迎，而不是他的一些高知名度的橫綱如枥錦清隆和若乃花幹士。他與媒體的關係也很艱難。
在1958年1月的比賽中，他的對手吉葉山潤之輔從一名活躍的相撲力士退役。鏡里宣布，如果他未能贏得至少10場比賽，他也將退役。他以9-6結束並在最後一天宣布退役。他多年來一直患有慢性膝蓋問題，他覺得自己身體已達到了極限。

## 引退
退休後，他作為年寄留在了相撲協會。在雙葉山去世後，他曾短暫成為時津風部屋的負責人，但因為雙葉山的寡妻希望由豐山勝男接管而被迫離開。結果他於1971年改用立田川的名跡成立自己的部屋。他於1988年4月達到法定退休年齡並且退了下來，將部屋轉移到前關脇青之里盛，那段時間他還沒有產生任何關取力士。他仍然是一個肥胖的男人，晚年體重約110公斤，但他仍然活到80歲，使他成為有史以來第三長壽的橫綱。